# U-4
O Unterseeboot 4 foi um submarino alemão da Kriegsmarine que serviu durante a Segunda Guerra Mundial.
Foi retirado de serviço no dia 1 de Agosto de 1944 em Gotenhafen (Gdynia, Polônia) e sucateado em 1945.

## Comandantes
| Comandante                        | Data                                           |
| --------------------------------- | ---------------------------------------------- |
| Hannes Weingärtner                | 17 de Agosto de 1935 - 29 de Setembro de 1937  |
| Kptlt. Hans-Wilhelm von Dresky    | 30 de Setembro de 1937 - 28 de Outubro de 1938 |
| Kptlt. Harro von Klot-Heydenfeldt | 29 de Outubro de 1938 - 16 de Janeiro de 1940  |
| Hans-Peter Hinsch                 | 17 de Janeiro de 1940 - 7 de Junho de 1940     |
| Oblt. Heinz-Otto Schultze         | 8 de Junho de 1940 - 28 de Julho de 1940       |
| Hans-Jürgen Zetzsche              | 29 de Julho de 1940 - 2 de Fevereiro de 1941   |
| Ltn. Hinrich-Oscar Bernbeck       | 3 de Fevereiro de 1941 - 8 de Dezembro de 1941 |
| Oblt. Wolfgang Leimkühler         | 9 de Dezembro de 1941 - 15 de Junho de 1942    |
| Ltn. Friedrich-Wilhelm Marienfeld | 16 de Junho de 1942 - 23 de Janeiro de 1943    |
| Joachim Düppe                     | 24 de Janeiro de 1943 - 31 de Maio de1943      |
| Oblt. Paul Sander                 | 1 de Junho de 1943 - 22 de Agosto de 1943      |
| Oblt. Herbert Mumm                | 23 de Agosto de 1943 - Maio de 1944            |
| Oblt. Hubert Rieger               | Maio de 1944 - 9 de Julho de 1944              |

## Carreira

### Subordinação
| 1 de Agosto de 1935 - 30 de Junho de 1940 | U-Bootschulflottille (flotilha - escola) |
| 1 de Julho de 1940 - 31 de Julho de 1944  | 21. Unterseebootsflottille               |

### Patrulhas
|       | Comandante                 | Partida     | Partida       | Chegada     | Chegada       | Dias    | Toneladas |
| ----- | -------------------------- | ----------- | ------------- | ----------- | ------------- | ------- | --------- |
| 1     | Harro von Klot-Heydenfeldt | 4 Set 1939  | Wilhelmshaven | 14 Set 1939 | Wilhelmshaven | 11 dias |           |
| 2     | Harro von Klot-Heydenfeldt | 19 Set 1939 | Wilhelmshaven | 29 Set 1939 | Kiel          | 11 dias | 5,133     |
| 3     | Hans-Peter Hinsch          | 16 Mar 1940 | Kiel          | 29 Mar 1940 | Wilhelmshaven | 14 dias |           |
| 4     | Hans-Peter Hinsch          | 4 Abr 1940  | Wilhelmshaven | 14 Abr 1940 | Wilhelmshaven | 11 dias | 1,090     |
| Total | Total                      | Total       | Total         | Total       | Total         | 47 dias | 6 223 t   |

### Navios atacados pelo U-4

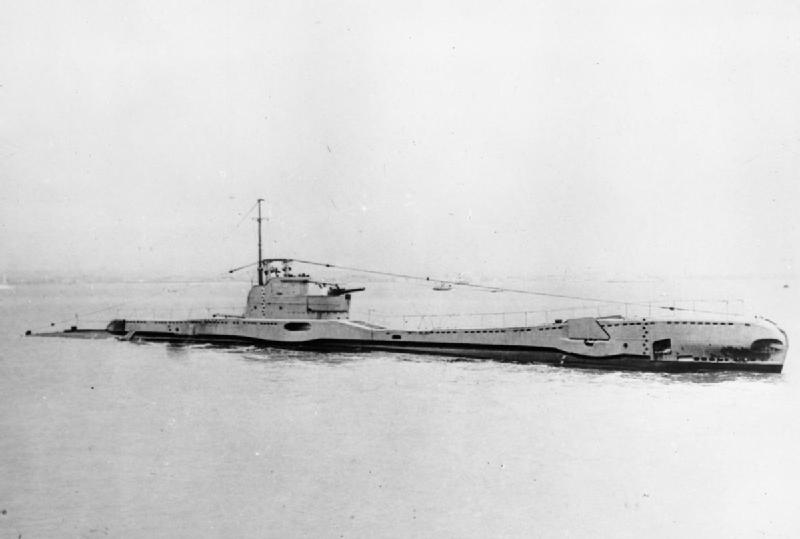
HMS Thistle submarino do Reino Unido, afundado pelo U-4.

| Data        | Comandante                 | Nome da Embarcação | Toneladas | Nacionalidade          |
| ----------- | -------------------------- | ------------------ | --------- | ---------------------- |
| 22 Set 1939 | Harro von Klot-Heydenfeldt | Martti-Ragnar      | 2 262     | Finlândia              |
| 23 Set 1939 | Harro von Klot-Heydenfeldt | Walma              | 1 361     | Finlândia              |
| 24 Set 1939 | Harro von Klot-Heydenfeldt | Gertrud Bratt      | 1 510     | Suécia                 |
| 10 Abr 1940 | Hans-Peter Hinsch          | HMS Thistle (N-24) | 1 090     | Marinha Real Britânica |
| Total       | Total                      | Total              | 6 223 t   |                        |